# Lederfett

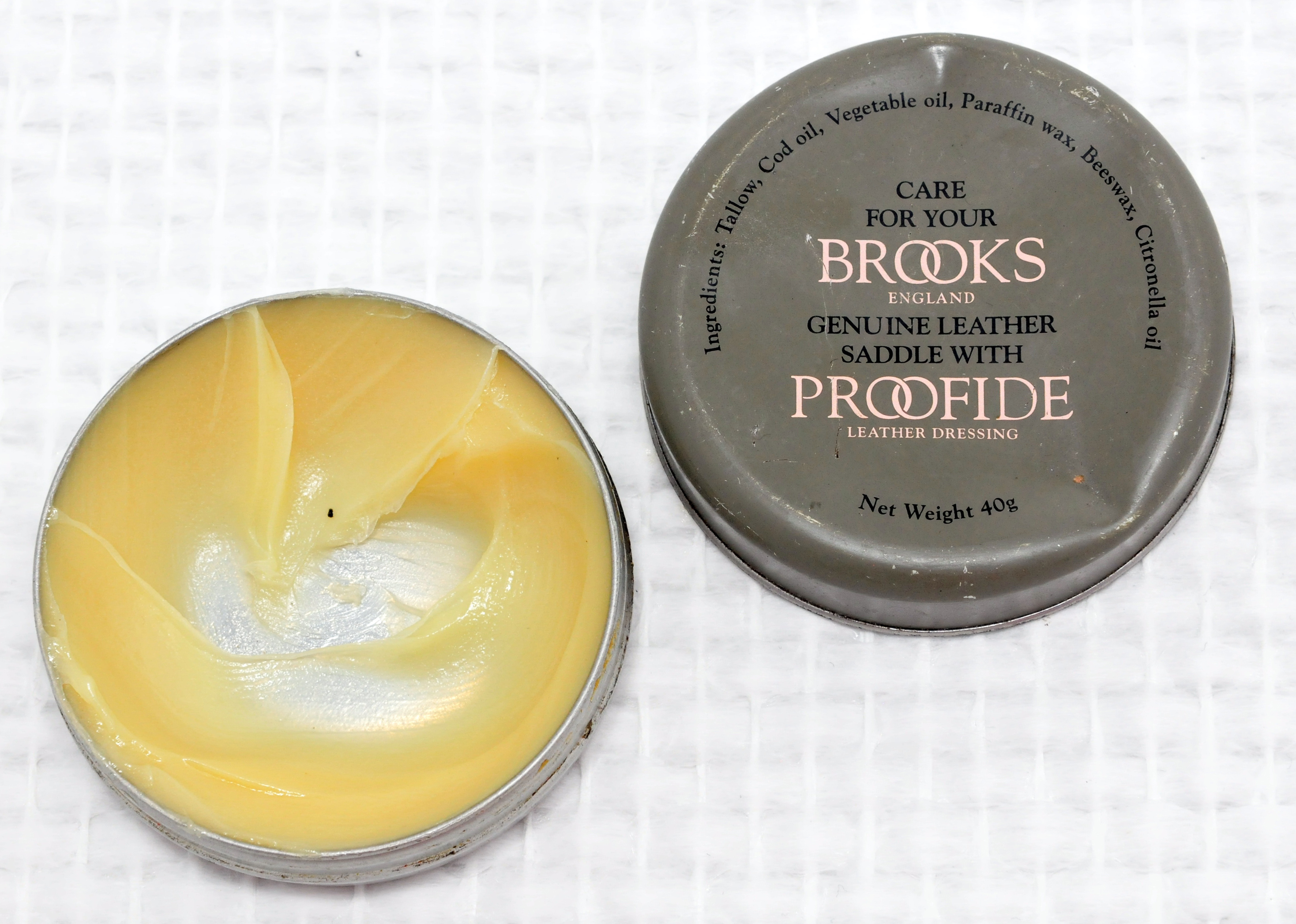
Lederfett für Fahrradsättel

Lederfett ist einerseits das im Leder enthaltene natürliche Fett und andererseits ein Produkt zur Pflege von Lederprodukten. Auch werden Fette seit Jahrtausenden in der so genannten Fettgerbung verwendet.

## Eigenschaften
Der natürliche Fettgehalt von Haut beträgt normalerweise um die 1 %, bei Schafleder sind es etwa 12 %. Der Wassergehalt sollte deutlich höher sein. Durch zugesetztes Lederfett werden Materialeigenschaften wie Elastizität, Reißfestigkeit, Wasseraufnahmevermögen je nach Lederart verändert. Durch die Beschichtung der Kollagenfasern im Leder mit dem Lederfett wird die Zersetzung des Leders durch Oxidation und Hydrolyse gemindert. Bei manchen Lederarten ist eine gelegentliche Rückfettung erforderlich.
Ein zu hoher Gehalt an biologischen Fetten im Leder kann zu dauerhaften Schäden führen, längerfristig etwa zum sogenannten Fettfraß. Daher bestehen Lederfett-Formulierungen meistens aus möglichst inerten Lederpflegestoffen. Da ein maximales Eindringen des Lederfetts und eine hohe Geschmeidigkeit des Leders erwünscht sind, werden als Grundstoffe meistens langkettige Paraffine verwendet, gelegentlich mit weiteren Zusätzen wie UV-absorbierenden Stoffen wie Propylgallat, O-Phenylendiamin oder Tocopherol zum Schutz vor Sonneneinstrahlung und als Oxidationsschutz.
Seit den 1990er Jahren werden auf Kundenwunsch zunehmend Bienenwachs und Carnaubawachs zugesetzt, führen aber zu einem stärkeren Stick-Slip-Effekt und in Folge zu einem stärkeren „Knarzen“. Lederfett-Formulierungen sind weniger viskos als Schuhcreme und haben eine größere Tiefenwirkung auf das behandelte Leder, während die festeren wachshaltigen Produkte wie Schuhcreme eine stärkere Oberflächenwirkung haben. Für chromgegerbte Leder ist Lederfett nur bedingt geeignet.

## Geschichte
Lederfette wurden in der Vergangenheit häufig für die Pflege von Leder genutzt, weil die dafür geeigneten Lederarten (pflanzlich gegerbte Strapazierleder für Schuhwerk, Gürtel, Tragmittel, Anschlagmittel, Treibriemen, Reitsattel oder Pferdegeschirre, auch Bucheinbände) stärker verbreitet waren. Durch die starke Verbreitung von Chromoberledern (80 % aller weltweit produzierten Leder) und die Fortschritte in der Herstellung alternativer Imprägniermittel ist die Bedeutung von Lederfetten stark gesunken.
Die über Jahrzehnte bewährten Rezepturen (Gemische aus Ölen und Fetten tierischen, pflanzlichen und ab den 1930er Jahren synthetischen Ursprungs) werden von den Herstellern selten, und wenn, dann nur in unerheblichen Details, modifiziert.

## Imprägnierung mit Fett
Die Imprägnierung mit wasserabweisenden Stoffen auf Basis von Paraffinen (die meisten Imprägniersprays) ist eine so genannte geschlossene Imprägnierung, die die Atmungsaktivität und das Wasserdampfspeicherungsvermögen des Leders beeinträchtigt. Zu Imprägnierzwecken wird Lederfett vorwiegend für Schuhe verwendet. Deshalb werden heute auch flüssige Imprägniermittel, oft auch in Form von Treibgassprays (Aerosole), auf Basis von Silikonölen (Silikonspray) oder Fluorkohlenwasserstoffen (Teflonspray) verwendet. Diese bieten eine offene Imprägnierung ohne Porenverschluss und im Falle von Fluorkohlenwasserstoffen zu einer erhöhten Verschmutzungsunempfindlichkeit, besitzen jedoch noch unbekannte Emissionswerte.
Polstermöbel aus Leder können mit Lederfett behandelt werden, sollten aber sehr gründlich von überschüssigem Lederfett befreit werden, um Flecken auf Textilien zu vermeiden. Für die Schuhpflege eignet es sich aufgrund der geringeren Polierbarkeit nicht zur Erzeugung eines kontaktstabilen Glanzes. In sehr geringen Mengen wird Lederfett für stark strapazierte (ausgelaugte) pflanzlich gegerbte Oberleder verwendet, wie sie beispielsweise bei den Arbeitsstiefeln und Arbeitsschuhen von Landwirten und Bauarbeitern oder bei Bergschuhen zu finden sind.

## Fettgerbung
Die auch Sämischgerbung genannte Fettgerbung findet insbesondere bei Gams-, Hirsch-, Reh-, Rentier, vor allem bei Schaffellen, gelegentlich auch bei Ziegenfellen und Rindsspalte Anwendung. Gerbmittel sind Trane (Ester hochgesättigter Fettsäuren von Fischen und Meeressäugetieren) und Rüböl, aber auch sulfierte Fettprodukte. Typische Endprodukte der Sämischgerbung sind beispielsweise Trachtenhosen und Reithoseneinsätze. Lediglich mit Tran gegerbte Leder werden als Altsämischleder bezeichnet. Neusämischleder ist mit Formaldehyd vorbehandelt und mit Tran ausgegerbt. Es enthält mehr gebundenes Fett und weist höhere Schrumpfungstemperaturen auf.

## Lederfett in der Pelzzurichtung
Als Pelzzurichtung oder Zurichtung wird das Gerben von Fellen bezeichnet, bei denen beim Gerb- beziehungsweise Zurichtprozess die Haare am Leder gelassen werden. Bei der Zurichtung wird, wie auch beim Ledergerben, dem Fell ein Teil des natürlichen Fettes entzogen. Um es weich und geschmeidig zu erhalten, muss ihm dieses nachträglich wieder zugefügt werden. Als eine Möglichkeit kann dies durch Aufstreichen von natürlichen oder chemisch gewonnenen Fetten geschehen. Danach werden die Felle gewalkt, bei feineren Fellarten geknetet, um das Fett tief zwischen die Faserbüschel des Leders einzuarbeiten. Nach einem leichten Trocknen werden sie ausgestoßen, das heißt gestreckt, um überflüssiges Fett zu entfernen. Das anschließende Säubern des Haars erfolgt mit Holzmehl in der Läutertonne (→ siehe Pelzreinigung).  Das Nachfetten mit emulgierten Fetten und verwandten Stoffen (Lickerfette) im Fass bei mittleren Temperaturen wird Lickern genannt.
Als Kürschnerbutter  wurden verschiedene technische Fette bezeichnet, die zum Walken der Felle Verwendung finden, als Kürschnermilch die vom Kürschner, insbesondere bei der Umgestaltung von Pelzen, zum Nachfetten benutzte Fettemulsion.